# حروب المسكيت
كانت حروب المسكيت عبارة عن سلسلة مما يصل إلى 3000 , واقعة بين معركة وغارة وقعت في جميع أنحاء نيوزيلندا (بما في ذلك جزر تشاتام) بين الماوريين في الفترة بين عامي 1807 و 1845، وذلك بعد حصول الماوريين على بنادق المسكيت لأول مرة ومن بعدها انخرطوا في سباق تسلح بين القبائل من أجل كسب الأراضي أو السعى للانتقام من الهزائم الماضية. أسفرت المعارك عن فقدان ما بين 20 ألفًا و 40 ألفًا إنسان واستعباد عشرات الآلاف من الماوريين وتغيير الحدود الروهانية أو الحدود الإقليمية القبلية بشكل كبير قبل فرض الحكم الاستعماري في أربعينيات القرن التاسع عشر. تعتبر تلك الحروب مثالاً على «التأثير المميت» لتواصل السكان الأصلييين مع التجار الأوروبيين.
أدى الاستخدام المتزايد للالبنادق في الحرب بين القبائل لتغيرات عديدة في تصميم الحصون، الأمر الذي أفاد الماوري عندما خاضوا المعارك ضد القوات الاستعمارية خلال الحروب النيوزيلندية.
ينسب البعض المسؤولية عن بداية حروب المسكيت إلى هونجي هيكا زعيم النجبوهي، والذي استخدم البنادق في عام 1818 لإطلاق غارات مدمرة أنطلاقا من قاعدته نورثلاند في خليج بلنتي، ضد قبائل الماوري المحلية الذين اعتمدواعلى الأسلحة التقليدية من الخشب والحجر. في السنوات التالية، شن غارات مدمرة على قبائل الإيوي في كل من أوكلاند، التايمز، وايكاتو وبحيرة روتوروا،  حيث أخذ أعدادًا كبيرة من أعدائه كعبيد استغلوا في زراعة الكتان بهدف التجارة مع الأوروبيين للحصول على مزيد من بنادق المسكيت. دفع نجاحه الأيوي الآخرين إلى شراء الأسلحة النارية من أجل وضع اعتماد اساليب فعالة للدفاع والردع ضد هجومه، ووصلت دوامة العنف إلى ذروتها في عامي 1832 و 1833. ففي ذلك الوقت امتد الصراع المسلح إلى جميع أنحاء البلاد باستثناء المنطقة الداخلية للجزيرة الشمالية والتي عرفت لاحقا باسم كينغ كانتري والخلجان البعيدة والوديان في فيوردلاند في الجزيرة الجنوبية. في عام 1835، اندلع القتال خارج نيوزيلندا عندما شن نغاتي موتونغا ونغا تاما غارات مدمرة على موريوري المسالمين في جزر تشاتام.
يعتقد المؤرخ مايكل كينج أنه يمكن تطبيق مصطلح «الهولوكوست» على فترة حرب المسكيت؛  شككت مؤرخة آخرى، أنجيلا بالارا، في صحة استعمال مصطلح «حروب المسكيت»، مشيرة إلى أن الصراع لم يكن أكثر من استمرار لعرف تايوانجا الماوري، ولكن بشكل أكثر تدميراً بسبب الاستخدام الواسع للأسلحة النارية.

## بداية القتال وتصاعد الأعمال الحربية
بدأ الماوري في الحصول على المسكيت الأوروبية في أوائل القرن التاسع عشر من تجار الكتان والأخشاب الموجودين في سيدني. كونهم لم يمتلكوا أسلحة مسبقا، فقد سعوا في البداية للحصول على أسلحة للصيد. أول استخدام مدون للبنادق في القتال بين القبائل كان في معركة مورمونوي عام 1807 بين النجابوهي والنجاتي واتوا في نورثلاند بالقرب من دارغافيل الحالية. على الرغم من وجود بعض بنادق المسكيت لدى محاربي نجابوهي، إلا أنهم عانوا من تعبئة وإعادة تحميلهم، فتمت هزيمتهم على يد أعدئهم المسلحين بالأسلحة التقليدية - العصي والشفرات المعروفة باسم باتو وتياها. بعد فترة وجيزة، عانى سكان منطقة هابو من النجابوهي خسائر فادحة في غارة لهم على جيرانهم في نفس المنطقة، الكاي توتاي، على الرغم من نسبة تفوقهم العددية 10 إلى 1 بسبب امتلاك الكاي توتاي للبنادق.
تحت قيادة هونجي هيكا، بدأ النجابوهي في جمع بنادق المسكيت، وأنطلقوا في عام 1818 بشن غارات فعالة على الهابو في جميع أنحاء الجزيرة الشمالية والذين كانت لهم صراعات قديمة معهم. وبدلاً من احتلال الأراضي في المناطق التي هزموا فيها عدوهم، استولوا على التوناغا (الكنوز) والعبيد، الذين تم إجبارهم على العمل في زراعة وإعداد المزيد من المحاصيل - وعلى رأسها الكتان والبطاطس - بالإضافة إلى الخنازير بهدف التجارة والحصول على المزيد من الأسلحة. أدت عادات utu، أو المعاملة بالمثل، إلى سلسلة متنامية من الأعمال الانتقامية، حيث أدرك الأيوي الآخرون فوائد البنادق في الحرب، مما أدى إلى سباق تسلح بين الجماعات المتحاربة. في عام 1821 سافر هونجي هيكا إلى إنجلترا مع المبشر توماس كيندال وفي سيدني في رحلة العودة قام بتداول الهدايا التي حصل عليها من إنجلترا مع ما يتراوح ما بين 300 و 500 من بنادق المسكيت، والتي استعملها بعد ذلك لشن غارات أكثر تدميرا، وباستخدام قوات أكبر، ضد الأيوي في منطقة أوكلاند وامتدادا إلى روتوروا.

## الصراع والنتائج
تسبب العنف في جلب الدمار للعديد من القبائل، حيث تم انهاء وجود بعضهم بالكامل من خلال قتلهم واستعبادهم، وتم إعادة رسم الحدود القبلية بالكامل بسبب غزو مساحات شاسعة وإخلائها. هذه التغييرات أدت إلى حدوث معاملات معقدة جدا عندما حاول المستوطنين الأوروبيين الحصول على الأراضي.
بين عامي 1821 و 1823، هاجم هونجي هيكا قبائل نغاتي باوا في أوكلاند، ونجايتي مارو في التايمز، وقبائل ويكاتو في ماتاكيتاكي، وتي أراوا في بحيرة روتوروا، وهزمهم جميعًا شر هزيمة. في عام 1825 حصل لنفسه على انتصار عسكري كبير على نغاتي واتوا في كايبارا شمال أوكلاند، ثم لاحق الناجين إلى أراضي وايكاتو للانتقام من هزيمة نجابوهي عام 1807. كما قاد زعماء أخرون الهجمات على الساحل الشرقي، في خليج هوك وخليج بلنتي. بدأ تورط نجابوهي في حروب المسكيت في الانحسار في أوائل ثلاثينيات القرن التاسع عشر.
طردت قبائل وايكاتو رئيس نغاتي توا، تي روباراها، من كاهيا في عام 1821، وهزمت نغاتي كاهونجو في نابير عام 1824 وغزت تاراناكي في عام 1826، مما أجبر عددًا من الجماعات القبلية على الهجرة جنوبًا. وأطلقت وايكاتو عملية توغل كبيرة أخرى في تاراناكي في 1831-1832.
في هذه الأثناء، كان تي روباراها قد انتقل بداية إلى تاراناكي ثم إلى ساحل كابيتي وجزيرة كابيتي، والتي استولى عليها رئيس نغوا توا، تي بيهي كوبي، من بين أيدي شعب موبوكو. في حوالي عام 1827 بدأ تي روباراها في توجيه الغارات إلى شمال الجزيرة الجنوبية؛ بحلول عام 1830، كان قد وسع أراضيه لتشمل كايكورا وأكاروا والكثير من بقية الجزيرة الجنوبية.
في عام 1835، اختطف محاربوا كل من نغاتي موتونجا ونغاتي تاما ونغايتي توا سفينة لنقلهم إلى جزر تشاتام حيث ذبحوا حوالي 10 في المائة من شعب موريوري واستعبدوا الناجين، وذلك قبل اندلاع الحرب الداخلية فيما بينهم.
وجرت المعارك الأخيرة في جنوب الجزيرة في ساوث لاند في 1836-1837 بين قوات نغاي تاهو زعيم توهوايكي وقوات رئيس نغاتي تاما، تي بوهو، والذي سلك طريقا من الخليج الذهبي أسفل الساحل الغربي عابرا جبال الألب الجنوبية.

## علم التأريخ
اقترح المؤرخ جيمس بيليتش مسمى «حروب البطاطس» كاسم أكثر دقة لهذه المعارك، بسبب الثورة التي جلبتها البطاطا إلى الاقتصاد الماوري. تقول المؤرخة أنجيلا بالارا أن الأطعمة الجديدة جعلت بعض جوانب الحروب مختلفة. تم إدخال البطاطا في نيوزيلندا في عام 1769  وأصبحت عنصرًا رئيسيًا ذو قيمة غذائية أفضل من الكمارا (البطاطا الحلوة) وأسهل زراعة وتخزين. وعلى عكس الكومارا، فقد كانت البطاطا قابلة للفلاحة من قبل العبيد والنساء وهذا حرر الرجال للذهاب إلى الحرب.
رأى جيمز بيليتش هذا بمثابة ثورة لوجستية، حيث كانت البطاطا تغذي بفعالية أفضل مما جعل حروب المسكيت مختلفة عن أي قتال سبق. تم وضع العبيد الذين تم القبض عليهم في الغارات للعمل في مزارع البطاطس، مما أدى إلى توفير اليد العاملة لإنتاج الطعام. كانت مدة الغارات أطول أيضًا بحلول عشرينيات القرن التاسع عشر؛ أصبح من الشائع بالنسبة للمحاربين الابتعاد لمدة تصل إلى عام لأنه كان من السهل زراعة عدة محاصيل البطاطس بالرغم من غياب المحاربين.

## استخدام المسكيت من قبل الماوري
معركة هبنجاجا ‏ عام 1807، التي وقعت بين تحالفين ماوريين متعارضين بالقرب من تي أواموتو ‏ ، وبمشاركة قرابة 16000 محارب،  يمكن اعتبارها آخر الحروب غير المعتمدة على المسكيت، إذ حتى قرابة عام 1815 كانت الحروب تجري باستخدام الأسلحة التقليدية.
وضع المسكيت ببطء حداً للقتال التقليدي لحرب الماوري باستخدام الأسلحة اليدوية بشكل رئيسي وزاد من أهمية المناورة الجماعية المنسقة. أصبحت المعارك الأسطورية الفردية أمرا نادرا.
في البداية، كان استعمال المسكيت يهدف إلى التسبب «بالصدمة والرعب»، ومكنت من زيادة تأثير الأسلحة التقليدية والحديدية بشكل كبير على العدو المحبط. ولكن بحلول الثلاثينيات من القرن التاسع عشر، اشتبكت قبائل توا مع بعضهم البعض وهم مسلحين تسليحا جيدا وبدرجات متفاوتة من النجاح. لقد تعلم الماوري كيفية التعامل مع بالبنادق من قبائل باكاه ماوري الذين عاشوا في خليج الجزر ومنطقة هوكيانجا. بعض هؤلاء الرجال كانوا بحارة ماهرون يتمتعون بخبرة كبيرة في استخدام المسكيت في المعارك في البحر. وقام الكثير من الماوري بتعديل بنادقهم، فقام البعض بتوسيع ثقوب اللمس والتي، مع الرغم من تقليلها للسرعة، إلا أنها أدت إلى زيادة معدل إطلاق النار.
في البداية وجد الماوريون صعوبة بالغة في الحصول على المسكيت حيث رفض المبشرون الاتجار بها أو بيع البارود أو الطلق. وضع نجابوهي المبشرين تحت ضغط شديد لإصلاح المسكيت ووصل الأمر في بعض الأحيان إلى تهديدهم بالعنف. تم الحصول على معظم بنادق المسكيت بداية من داخل أستراليا. ومن ثم تم الحصول عليها من خلال التجارة المباشرة من السفن التجارية في مقابل الكتان والأخشاب. كانت معظم بنادق المسكيت المشتراة ذات جودة منخفضة وقضبان معدنية قصيرة البرميل، صنعت بثمن بخس في برمنغهام باستخدام فولاذ رديء. لا يمكن مقارنة مدى ودقة المسك التجاري (نطاق 40 مترًا) بنطاق المسك العسكري المناسب (والمسمى «البرج») والذي تطلب مسحوق أسود ناعم أقل شيوعًا. [بحاجة لمصدر]

غالبًا ما كان الماوري يفضلوا سلاح التوبارا ذي الأسطوانة المزدوج (برميلان)، والبنادق المحملة بكرات المسكيت، حيث يمكنهم إطلاقها مرتين قبل إعادة التحميل. في بعض المعارك، ساعدت النساء بإعادة تعبئة المسكيت بينما انخرط الرجال باطلق النار. تعلم شعب الماوري الشمالي، مثل نجابوهي، أن ييعيدوا تعبئة المسكيت بسرعة عن طريق حمل ثلاث كرات من الرصاص بين أصابع اليد اليسرى. وكان البارود محضرا مسبقا ضمن قصاصات ورقية جاهزة.

## إجراءات الحظر
من عام 1845 بعد تمرد Hone Heke ، سنت الحكومة عددًا من القوانين لمحاولة إبطاء أو إيقاف تدفق البنادق والبارود وغيرها من المتاجر الحربية إلى نيوزيلندا. الأول كان قانون الأسلحة، البارود وغيره من متاجر Warlike Stores 1845. في 12 نوفمبر 1846 صدر قانون الأسلحة، وتبعه قانون البارود لعام 1847. كانت العقوبات قاسية مع غرامات تتراوح بين 100 و 200 باوند لبيع المسكيت إلى السكان الأصليين وذلك في عام 1848. وضعت هذه المجموعة من القوانين لوضع حد لبائعي السلاح الذين كانوا يبيعون البنادق إلى الماوري. في يونيو 1857، أقرت الحكومة قانونًا يسمح للناس بالحصول على الأسلحة والبارود للأغراض الرياضية، لكن في نوفمبر من ذلك العام كتب اللفتنانت كولونيل وينيارد إلى الحاكم براون معربًا عن قلقه من أن هذا يسمح بدخول كميات كبيرة من الأسلحة إلى الماوري، بما يتجاوز بكثير ما كان مطلوب للأغراض الرياضية. وأعرب عن قلقه من أن يستخدم الإيوي الأسلحة لتسوية الخلافات القبلية بالأسلحة. جاء تي ووروهيرو، أول ملوك من الماوري، للحاكم في نفس الوقت، وأعرب عن قلقه من أن الكثير من الأسلحة يمكن بيعها إلى الماوري المضطرب.
قال أحد المحاربين القدامى في معركة أراكاو 1864 لأعضاء البرلمان إن الماوري كانوا يجمع كميات كبيرة من الأسلحة لسنوات قبل المعركة لحماية أرضهم ضد القبائل الأخرى، وليس بنية القتال مع الأوروبيين. بعد حروب الأرض، أقرت الحكومة قانون تعديلات الأسلحة النارية لعام 1869 الذي يجعل من غير القانوني أن يبيع أي شخص أسلحة إلى إي ماوري متمرد. كانت العقوبة للك هي الإعدام.

## روابط خارجية
- «تورانجا موري والكرون، 1840-1864» ، من www.waitangi-tribunal.govt.nz
- مقالة مناقشة حروب المسكيت ، من أجل NCEA المستوى 3
- خريطة لحركات iwi في عشرينيات القرن التاسع عشر
- حروب الماوري في القرن التاسع عشر بقلم إس بيرسي سميث (1910، طبعة منقحة)